# Larus pacificus
Il gabbiano del Pacifico (Larus pacificus, Latham 1802) è un uccello della famiglia dei Laridi.

## Sistematica
Larus pacificus ha due sottospecie:
- Larus pacificus georgii
- Larus pacificus pacificus

## Distribuzione e habitat
Questo gabbiano vive esclusivamente in Australia. La sottospecie L. p. pacificus abita la zona orientale dallo stato dell'Australia Meridionale fino alle coste del Queensland, compresa la Tasmania; L. p. georgii abita invece gli stati occidentali, dalle coste occidentali dell'Australia Meridionale a quelle dell'Australia Occidentale.